# Linetta Wilson
Linetta Wilson (née le 11 octobre 1967 à Pasadena) est une athlète américaine spécialiste du 400 mètres. Elle fut championne olympique du relais 4 × 400 mètres lors des Jeux olympiques d'été de 1996.

## Carrière

### Palmarès
| Date | Compétition           | Lieu    | Résultat | Performance   |
| ---- | --------------------- | ------- | -------- | ------------- |
| 1996 | Jeux olympiques d'été | Atlanta | 1er      | 3 min 20 s 91 |

### Records
| Épreuve    | Performance | Lieu    | Date      |
| ---------- | ----------- | ------- | --------- |
| 400 mètres | 51 s 02     | Atlanta | juin 1998 |